# Benjamin Apthorp Gould
Benjamin Apthorp Gould (ur. 27 września 1824 w Bostonie, zm. 26 listopada 1896 w Cambridge, Massachusetts) – amerykański astronom, autor katalogów gwiazd, które umożliwiły stworzenie spisu gwiazdozbiorów południowej półkuli nieba.

## Życiorys
Był pierwszym Amerykaninem, który uzyskał tytuł doktora astronomii (jego promotorem na uniwersytecie w Getyndze był Carl Gauss).
Po opublikowaniu rozprawy o położeniu i ruchu własnym gwiazd okołobiegunowych (zostały wykorzystane jako standard przez Coast Survey w 1868) otrzymał zaproszenie rządu Argentyny, aby założyć i kierować Narodowym Obserwatorium Argentyńskim w Córdobie. W 1879 roku odkrył w Drodze Mlecznej pierścień złożony z młodych gwiazd nazwany potem od jego nazwiska Pasem Goulda. Głównym dorobkiem naukowym astronoma było opracowanie atlasu gwiazd nieba południowego Uranometria Argentina. Atlas ten został opublikowany w 1879 roku, a za jego opracowanie otrzymał Złoty Medal Królewskiego Towarzystwa Astronomicznego. W 1849 roku założył czasopismo naukowe The Astronomical Journal, które ukazuje się do dzisiaj. Był pionierem fotografii astronomicznej. W 1884 opublikował strefowy katalog gwiazd, który zawierał 73 160 gwiazd. W 1885 opublikował główny katalog obejmujący 32 448 gwiazd południowej półkuli nieba. W 1892 otrzymał Pour le Mérite za Naukę i Sztukę.